# Istanbul

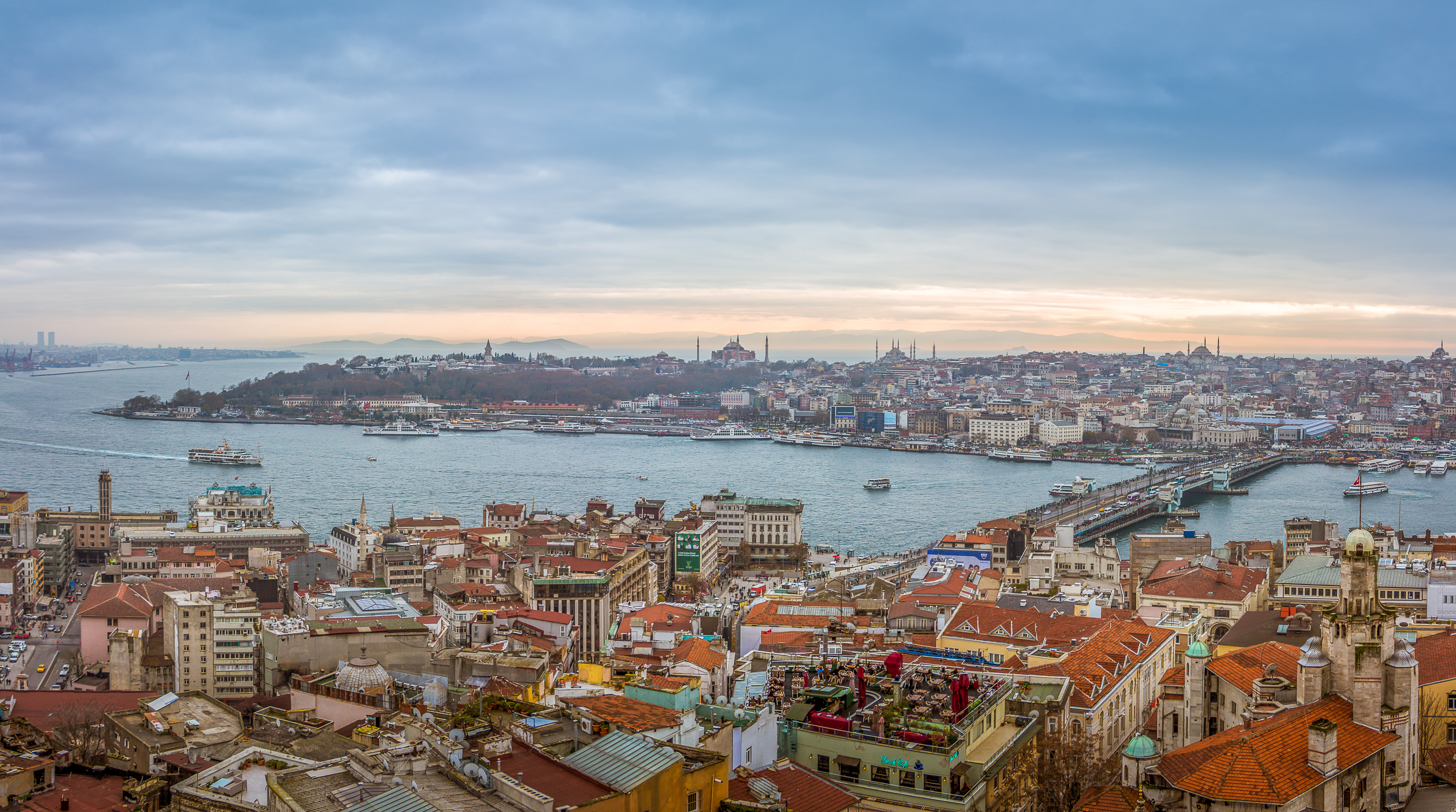
Vy åt öst över Istanbul med Gyllene hornet i förgrunden sett från Eyüp, nordväst om centrum.

Istanbul (latin: Constantinopolis) (turkiska: İstanbul, grekiska: Κωνσταντινούπολις Konstantinoúpolis, äldre svenska namn: Miklagård samt Konstantinopel) är Turkiets största stad och är belägen vid Bosporen och Marmarasjön på gränsen mellan Europa och Asien. Istanbuls storstadskommun (İstanbul Büyükşehir Belediyesi) täcker numera hela Istanbuls provins och är efter en administrativ omorganisation 2008 indelad i 39 distrikt. Folkmängden uppgick till 13,8 miljoner invånare i slutet av 2012 på en yta av 5 343 kvadratkilometer. Av dessa bodde cirka 60 procent på den europeiska sidan och 40 procent på den asiatiska sidan.
Istanbul är Turkiets kulturella och ekonomiska centrum, trots att Ankara är huvudstaden. Staden var europeisk kulturhuvudstad 2010 tillsammans med städerna Pécs och Ruhrområdet.
Istanbul grundades av greker på 600-talet f.Kr. som Byzantion; såsom Nova Roma eller Konstantinopel var den senare huvudstaden i Romarriket och Bysantinska riket (Östrom) från 330 fram till 1453, då den blev Osmanska rikets huvudstad. Då Republiken Turkiet utropades år 1923 blev landets huvudstad Ankara. Namnet Istanbul blev officiellt år 1926.
Istanbul har förbindelse med järnväg västerut mot Europa samt till Ankara och vidare österut i Turkiet. Numera är staden omgiven av motorvägar som leder såväl till den bulgariska gränsen som till Ankara. Broarna över Bosporen är motorvägsbroar.

## Etymologi
Namnet har sagts härledas till grekiskans εις την πόλιν (eis ten pólin) ’i staden’, som sades ha missförståtts som stadsnamnet. En annan vanlig förklaring är att İstanbul helt enkelt är en turkisk förvrängning av Konstantinopolis, där -stan- och -pol- förenats med i som en del av den turkiska vokalbindningen. 

## Stadsbild
Staden kan delas in i tre delar: den gamla staden på halvön mellan Gyllene hornet och Marmarasjön (Eminönü, Sultanahmet, Seraljudden), den något yngre delen norr om Gyllene hornet (Galata, Beyoğlu) och den asiatiska delen på andra sidan Bosporen (Üsküdar, Kadıköy). Den asiatiska och den europeiska delen av staden sammanbinds av tre broar, 15 juli martyrernas bro, invigd 1973, Fatih Sultan Mehmet-bron, invigd 1988 och Yavuz Sultan Selim-bron, invigd 2016.
Storstadskommunen omfattar idag hela provinsen Istanbul, varav cirka 60 procent av befolkningen bor på den europeiska sidan. Endast ett par procent av befolkningen inom stads- och provinsgränsen bor utanför själva centralorten. Istanbuls sammanhängande bebyggelse omfattar i huvudsak storstadskommunens södra delar längs kusten mot Marmarasjön och längs båda sidorna av Bosporen. Även området runt Gebze i den i öster angränsande provinsen Kocaeli hänger i dag bebyggelsemässigt samman med Istanbulområdet.
Istanbul är en mycket vital och ekonomiskt viktig stad. Dess viktigaste näring är handel, men där finns också omkring en tredjedel av Turkiets totala industri, främst tillverkning av textilier, läder, tobak och verkstadsprodukter. Istanbul är även det främsta lärdomscentret i landet med fem universitet, en teknisk högskola och andra inrättningar med ett flertal museer. Staden har en livlig hamn med omfattande sjöfart och välfungerande färjetrafik uppför Bosporen och till öarna i och städerna runt Marmarasjön.
Staden är också känd för sin gamla, välbevarade och mycket aktiva basar, som ligger i den gamla stadens mitt och den egyptiska kryddbasaren, som ligger vid den första Bosporenbrons fäste.

## Administrativ indelning
Istanbuls storstadskommun, som i dag är synonymt med provinsen Istanbul, omfattar 39 distrikt enligt den senaste administrativa omorganisationen som genomfördes den 6 mars 2008.
Distrikt på den asiatiska sidan
Adalar, Ataşehir, Beykoz, Çekmeköy, Güngören, Kadıköy, Kartal, Pendik, Şile, Sultanbeyli, Tuzla, Ümraniye, Üsküdar, Maltepe, Sancaktepe
Distrikt på den europeiska sidan
Arnavutköy, Avcılar, Bağcılar, Bahçelievler, Bakırköy, Başakşehir, Bayrampaşa, Beşiktaş, Beylikdüzü, Beyoğlu, Büyükçekmece, Çatalca, Esenler, Esenyurt, Eyüp, Fatih, Gaziosmanpaşa, Kağıthane, Küçükçekmece, Sarıyer, Silivri, Şişli, Sultangazi, Zeytinburnu

## Historia
Vid utgrävningar i slutet av 2008 för järnvägstunneln Marmaray upptäcktes gravar och boplatser från yngre stenåldern, som daterats till mellan 6400 och 5800 f.Kr. På 1950- och 1960-talen påträffades lämningar från yngre stenåldern i två förorter, vilket var de första fynden från den epoken i stadens historiska kärna.

### Antikens Byzantion

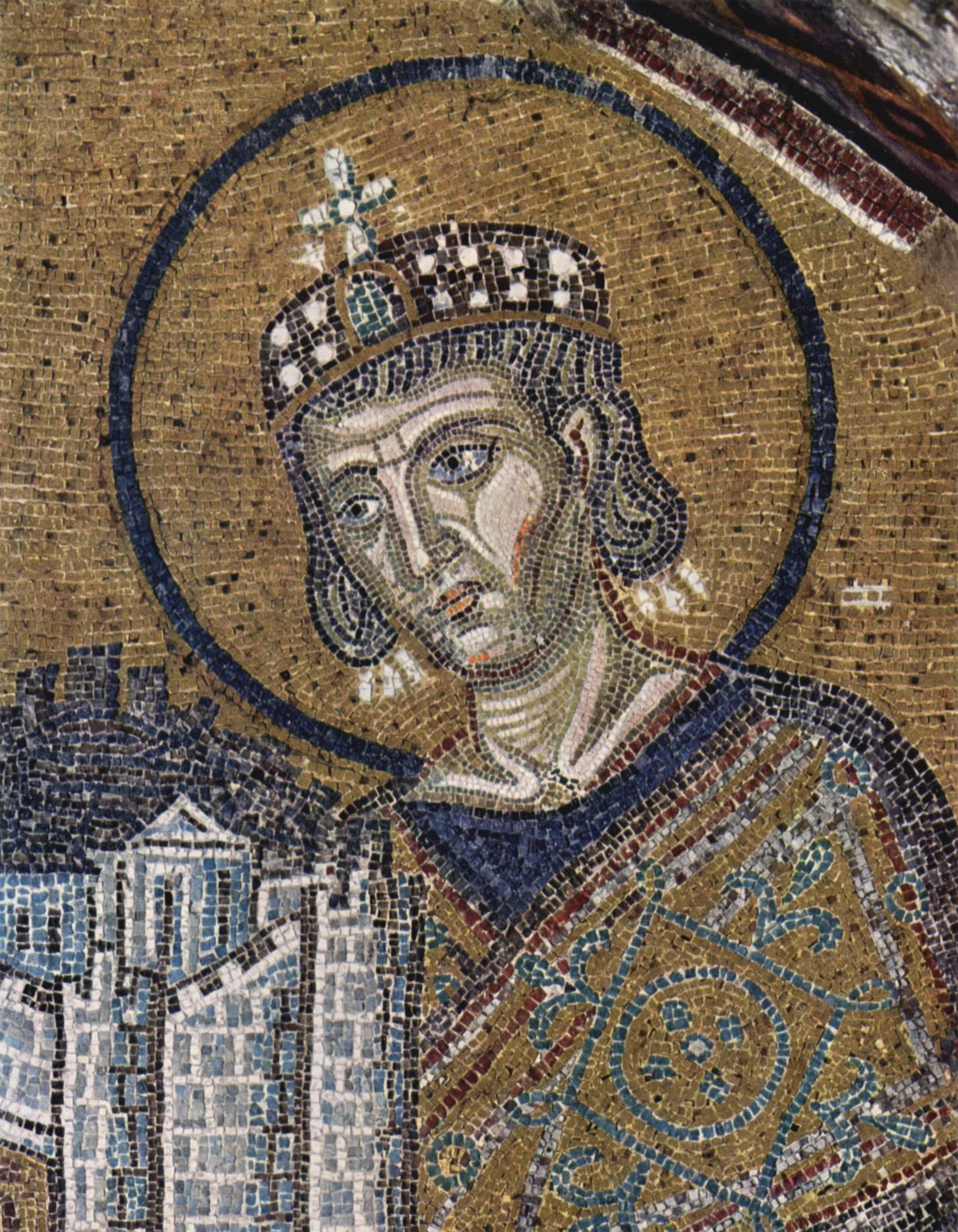
Konstantin den store på en mosaik från 1000-talet i Hagia Sofia.

På platsen för Istanbul grundlades år 667 f.Kr. staden Byzantion (eller Bysans) av grekiska bosättare från Megara. Sedan den romerske kejsaren Septimius Severus år 196 e.Kr. straffat staden för att den tog en av hans medkejsares parti genom att låta riva ner dess murar och föra plogen över dess område förde den en tynande tillvaro. Konstantin den store insåg emellertid platsens strategiska betydelse och omskapade efter sin seger över Licinius Byzantion till en präktig, rik och befäst residensstad, Nova Roma ("Nya Rom"), som han själv ville att den skulle kallas. Eftervärlden kom dock att kalla den Konstantinopel efter honom. Praktbyggnader som kejsarpalatset och hippodromen uppfördes, kyrkor ersatte de nedrivna templen, konstverk och dyrbarheter ditfördes från hela romerska riket, och stora privilegier lockade dit nya invånare.

### Bysantinsk tid
När det romerska riket föll samman förblev Konstantinopel ett kulturcentrum och huvudstad i det bysantinska riket (Östrom). Staden fortsatte att växa så att den växte ur sina gamla befästningar. Detta i förening med hunnernas och goternas anfall gjorde det nödvändigt med större och starkare befästningar. Byggandet av den så kallade theodosianska muren avslutades 413 av pretorianprefekten Anthemius, som var riksföreståndare under Theodosius II:s minderårighet. Den förstördes genom jordbävning, men uppfördes åter som dubbelmur år 447.
Sin glansperiod fick Konstantinopel under kejsar Justinianus I, sedan det ryktbara Nikaupproret den 13–20 januari 532 lagt en stor del av staden i aska. Upproret kostade omkring 30 000 människor livet, och den följande tiden var fylld av stridigheter mellan anhängare av olika religiösa samfund. Ett flertal kyrkomöten hölls i Konstantinopel för att bilägga dessa strider. Justinianus regering 527–565 medförde en mängd nya byggnadsverk, bland annat Hagia Sofia och 25 andra, mindre kyrkor, samt ett praktfullt palats, nu spårlöst försvunnet.
Under 600-talet utsattes staden för flera angrepp. År 616 och 626 anföll perserna, och år 626 nomadiska folk norrifrån. Ännu farligare var dock de arabiska angreppen 675, då kalifen Muawiya I utan resultat försökte inta staden, och 717–718. År 906 och 941 kom angrepp från Kievriket under furstarna Oleg och Igor. Försvaret förstärktes dock, och från 800-talet började utländska trupper tas i tjänst, bland annat nordbor som kallades "väringar". I Norden kallades staden för ”Miklagård”. Trots anfallen utifrån fortsatte byggnadsverksamheten. Kejsar Herakleios (610–641) anlade i Konstantinopels norra del, utanför stadsmurarna, det så kallade Blachernaipalatset, av vilket grundmurarna ännu finns i behåll.
De italienska handelsrepublikernas ökade ekonomiska intressen och därvid uppkomna stridigheter resulterade i det så kallade latinska korståget mot staden, och den 12–13 april 1204 intogs staden av Konrad av Monferrato och hans latinska korsriddare och plundrades under tre dagar. Många praktfulla byggnader förstördes och dyrbara konstverk bortfördes. Korsfararna satte in en latinsk kejsare i staden, men det latinska kejsardömet föll 1261 och den bysantinska kejsaren kom åter att ha makten över staden. Vid 1200-talets slut stördes åter lugnet i Konstantinopel, denna gång av venetianarnas anfall mot genueserna i Galata.

### Osmansk tid
Vid början av 1300-talet började det osmanska riket att utgöra ett allt större hot mot Konstantinopels säkerhet, och i mitten av århundradet erövrade osmanerna större delen av de bysantinska områdena i Europa. Från 1396 ansatte sultanen Beyazit I staden, men han var år 1401 tvungen att bryta upp på grund av Timur Lenks uppträdande i Mindre Asien. Timur höll turkarna upptagna för en tid, men 1422 anföll de på nytt Konstantinopel, och staden var ytterst nära att falla i Murad II:s händer. Efter många krig föll staden slutligen år 1453 för osmanernas invasion och blev huvudstad i Osmanska riket (se slaget om Konstantinopel).
I samband med grekernas frihetskamp och upproret på Peloponnesos 1821 tog turkarna i Konstantinopel en gruvlig hämnd på den grekiska delen av befolkningen, och liknande pogromer har förekommit även senare (1895, 1915). Staden har också härjats av omfattande bränder (1714, 1755, 1808 och speciellt 1826). 1915 brann halva Höga porten, med viktiga statsarkiv, ner.

### Istanbul i republiken Turkiet

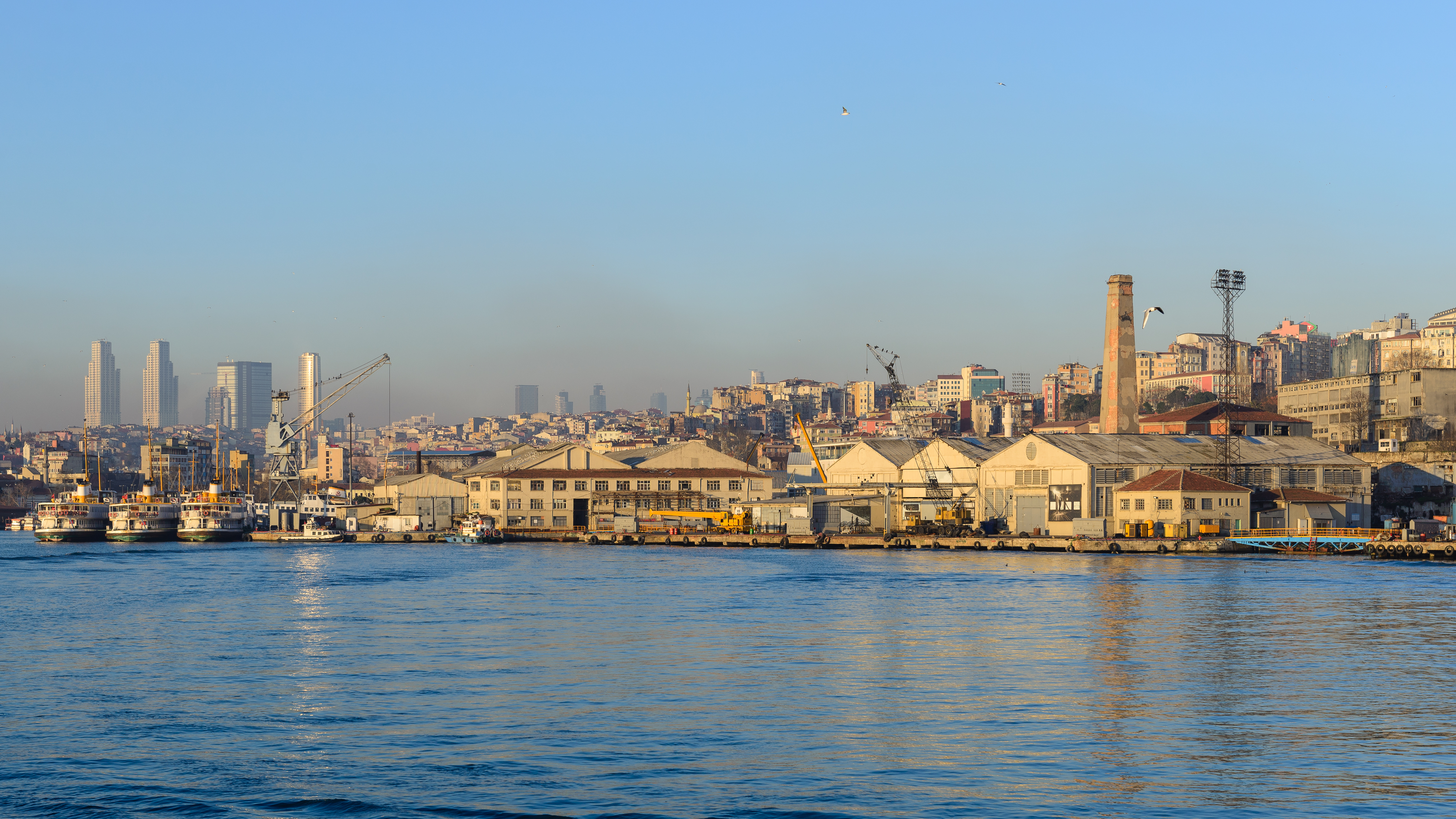
Istanbul och den norra stranden av Gyllene hornet.

1918–1923 var Konstantinopel ockuperat av ententemakterna, men vid Lausannefreden erkändes staden som turkisk och de främmande trupperna drog sig ut. Då sultanatet upphävdes 1922 flydde sultan Mehmet VI från staden, och året därpå blev Ankara den nya republiken Turkiets huvudstad. Staden fick officiellt namnet Istanbul år 1926. Den nutida staden omfattar inte bara Konstantinopel utan även de antika städerna Chrysopolis (Üsküdar) och Chalkedon (Kadıköy).
Den 6 september 1955 skakades staden av Istanbulpogromen, som inte bara skördade mänskliga offer, utan även ledde till stor förstörelse av kyrkliga egendomar.

## Sevärdheter

Hagia Sofia.

Istanbul har många kända historiska monument och de historiska områdena i staden är av Unesco förklarade världsarv. Rester finns av den konstantinopolitanska hippodromen (med Theodosiusobelisken och Constantiusobelisken), en hippodrom som Konstantin den store anlade för att efterlikna Rom. Kyrkan Hagia Eirene från år 360 var platsen för det fjärde ekumeniska konciliet och den konstantinopolitanska patriarkens ursprungliga säte. Största sevärdheten är Hagia Sofia, en kyrka byggd av kejsar Justinianus I invigd år 527 och rankad som ett av de största arkitektoniska mästerverken. Kyrkan var centralhelgedomen för de ortodoxa kyrkorna och platsen där bland annat schismen mellan katolska och ortodoxa kyrkan befästes genom en bannbulla år 1054. Under det muslimska styret gjordes den om till moské.
Andra sevärdheter är sultanens palats, Topkapi, de många moskéerna (camii), varav de mest kända är Süleymaniyemoskén, Blå moskén (Sultan Ahmet Camii), Beyazitmoskén, och Nya moskén (Yeni camii), samt Yerebatan sarayi som är en underjordisk vattenreservoar från 500-talet och Kariye Camii från 1100–1300-talen, känd för sina välbevarade mosaiker.
I Istanbul finns också Sveriges äldsta diplomatiska beskickning som upprättades redan på 1700-talet då Sverige och det Osmanska riket hade en militärpakt för att skydda kung Karl XII mot Ryssland. Ambassaden flyttades 1927 till Ankara, och fastigheten ”Svenska Palatset i Istanbul” rymmer istället det svenska generalkonsulatet och Svenska forskningsinstitutet i Istanbul. Den ursprungliga byggnaden har under historiens gång eldhärjats vid flera tillfällen och brann slutligen ner till grunden 1818. Det nuvarande svenska palatset invigdes 1870. Svenska palatset förvaltas av Statens Fastighetsverk. Under 2009 utfördes förstärkningsarbeten för att byggnaden ska klara av de jordbävningar som förekommer i regionen.
I staden finns olympiastadion Atatürk, som var värd för finalen i UEFA Champions League 2005.

## Klimat

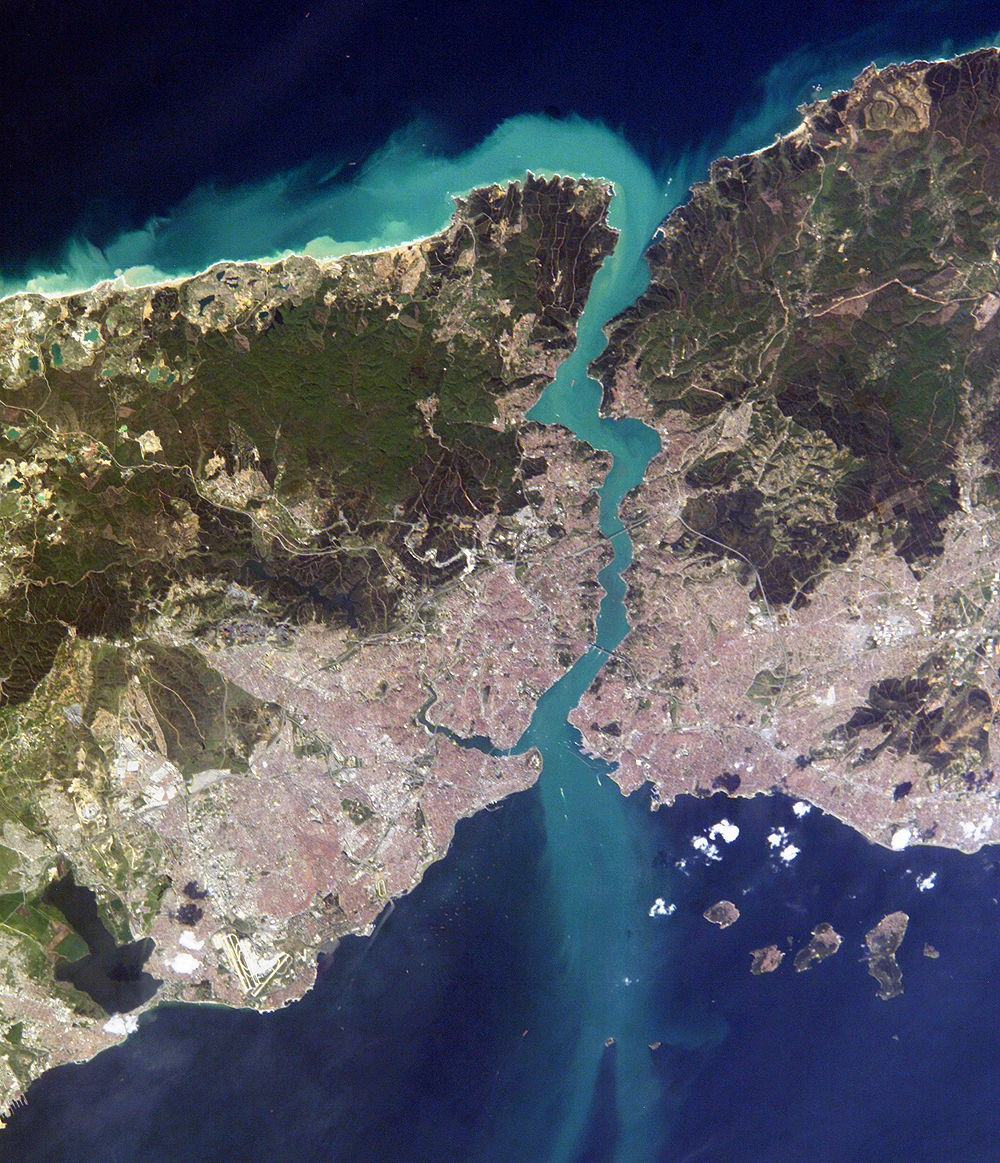
Istanbul och Bosporen med Svarta havet i norr och Marmarasjön i syd.

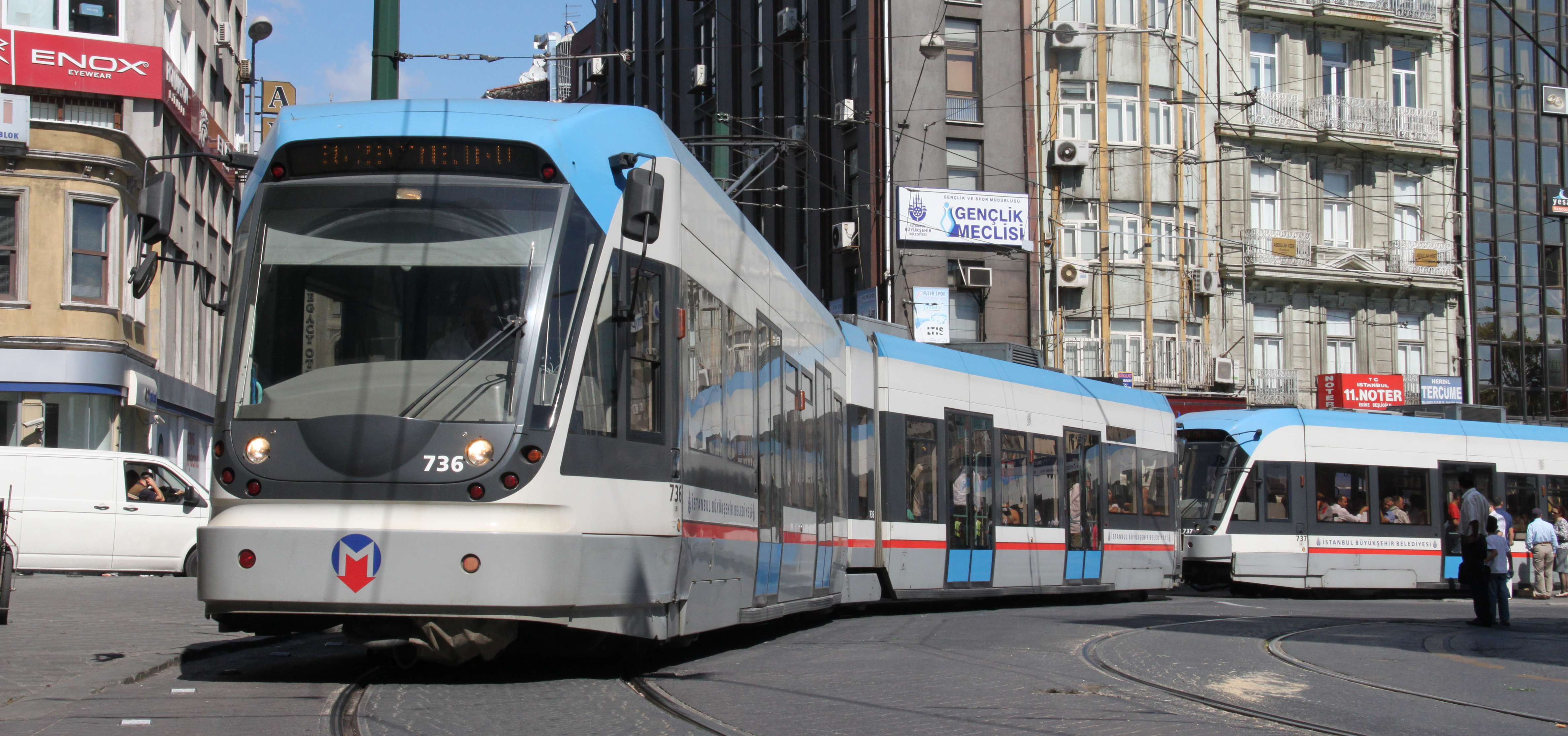
Moderna spårvagnar typ A32 i Istanbul.

Klimatet i Istanbul är tillräckligt varmt i genomsnitt för att räknas som ett subtropiskt klimat, men är dock märkbart svalare än andra städer i medelhavet inom samma latitud såsom Bari, Italien. Klimatet i Istanbul är ett kustklimat med varma, något torra somrar, samt oftast milda men ibland relativt kalla, nederbördsrika vintrar. Regnigaste månaden är december med omkring 124 millimeter regn och den torraste månaden juni med bara 34 millimeter regn. Den totala nederbördsmängden i staden är 844 millimeter per år. Snö förekommer bara mellan 1 och 2 veckor per år. Staden har hög luftfuktighet, vilket gör att luften kan kännas varmare eller kallare än motsvarande lufttemperaturer vid lägre fuktighet för personer som är vana vid lägre luftfuktighet. Dessutom är det oftast blåsigt i staden, som har medelvinden 17 kilometer i timmen (4,7 meter per sekund).
Uppmätta normala temperaturer och normalnederbörd i Istanbul:
|                                            | Jan  | Feb  | Mar  | Apr  | Maj  | Jun  | Jul  | Aug  | Sep  | Okt  | Nov   | Dec   |
| ------------------------------------------ | ---- | ---- | ---- | ---- | ---- | ---- | ---- | ---- | ---- | ---- | ----- | ----- |
| Normaldygnets maximitemperaturs medelvärde | 8,7  | 9,1  | 11,2 | 16,5 | 21,4 | 26,0 | 28,4 | 28,5 | 25,0 | 20,1 | 15,3  | 11,1  |
| Normaldygnets minimitemperaturs medelvärde | 2,9  | 2,8  | 3,9  | 7,7  | 12,0 | 16,0 | 18,5 | 18,7 | 15,5 | 12,0 | 8,5   | 5,3   |
|                                            |      |      |      |      |      |      |      |      |      |      |       |       |
| Nederbörd                                  | 98,4 | 80,2 | 69,9 | 45,8 | 36,1 | 34,0 | 38,8 | 47,8 | 61,4 | 96,9 | 110,7 | 123,9 |

| Diagram | temperaturer i °C • månadsnederbörd i mm | temperaturer i °C • månadsnederbörd i mm | temperaturer i °C • månadsnederbörd i mm | temperaturer i °C • månadsnederbörd i mm | temperaturer i °C • månadsnederbörd i mm | temperaturer i °C • månadsnederbörd i mm | temperaturer i °C • månadsnederbörd i mm | temperaturer i °C • månadsnederbörd i mm | temperaturer i °C • månadsnederbörd i mm | temperaturer i °C • månadsnederbörd i mm | temperaturer i °C • månadsnederbörd i mm | temperaturer i °C • månadsnederbörd i mm |
|         | 98 9 3                                   | 80 9 3                                   | 70 11 4                                  | 46 17 8                                  | 36 21 12                                 | 34 26 16                                 | 39 28 19                                 | 48 29 19                                 | 61 25 16                                 | 97 20 12                                 | 111 15 9                                 | 124 11 5                                 |

Tabellen visar genomsnittliga värden från perioden mellan 1970 och 2009.

## Turism
Istanbul besöks av mängder med turister varje år. År 2019 hade staden 14,9 miljoner utländska besökare.